# Assalouyeh
Asalouyeh aussi orthographié Assalouyeh ou Assaluyeh, et parfois précédé par le mot bandar, signifiant port) est une ville du sud de l'Iran, dans la province de Bushehr. Située sur les rives du Golfe Persique, à quelque 270 km au sud-est de la capitale provinciale, Bushehr. 
Asalouyeh a été choisie comme site pour accueillir les infrastructures de la Zone économique spéciale pour l'énergie de Pars (PSEEZ) car c'est le point terrestre le plus proche du plus grand champ gazier du monde, South Pars et la ville disposait d'un aéroport, agrandi en 2003 et d'un port en eaux profondes.

## Un corridor industriel en construction
La PSEEZ est un des plus grands sites du monde actuellement en construction avec plus de 60 000 travailleurs construisant des raffineries pétrolières et des terminaux gaziers (en tout 27 phases). Une usine de dessalement a été construite entre 2005 et 2006.
La proximité des matières premières a permis le développement d'activités pétrochimique sur une zone de dix kilomètres carrés, incluant :
- Résines et adhésifs
- Caoutchouc et plastiques
- Fibre synthétiques et textiles
- Engrais
- Polymères
- Peintures et revêtements protecteurs
- Pesticides
- Détergents

Bon nombre des infrastructures construites ont bénéficié de l'aide occidentale, incluant la participation des entreprises suivantes :
- Eni (anciennement Agip)
- Gazprom
- Hyundai Engineering and Construction (avec le groupe Linde)[3]
- Japan Gasoline Company (JGC)
- LG
- Petronas
- Statoil
- Technip
- Total
- Toyo

Il faut noter l'absence notable des États-Unis dans cette liste pour des raisons d'embargo. Cependant, les compagnies américaines Halliburton et American Allied International Corporation ont pu remporter des contrats par l'intermédiaire de filiales.